# Хазбулатов, Али Султалиевич
Али Султалиевич Хазбулатов (род. 30 апреля 1954, Дербент, Дагестанская АССР) — российский государственный и общественный деятель, политик. Полномочный представитель Главы Республики Дагестан в Южном Территориальном округе РД (2015—2017), Член Конституционного собрания Республики Дагестан(2002—2003), Кандидат в депутаты Государственной думы 4 созыва. Действительный муниципальный советник 1 класса.

## Биография
Родился 30 апреля 1954 г. в гор. Дербенте Дагестанской АССР в семье ветерана Зимней и Великой отечественной войны, работника НКВД, обладателя Медали «За отвагу», Кавалера Ордена «Красной звезды» Султали Хазбулатова и Селимат Хазбулатовой. По национальности лезгин.
После окончания средней школы № 4 г. Дербента, поступил в Дагестанский государственный педагогический университет, который окончил в 1976 г.
Проходил срочную военную службу в рядах ВС СССР (1976—1977 гг.)
По возвращении с военной службы работал секретарем ВЛКСМ Дербентского райкома.
В 1984 г. окончил Дербентский Сельскохозяйственный техникум по специальности агроном-плодоовощевод.
В 1998 г. получил специальность экономист в Институте управления и бизнеса, г. Махачкала.
С 1984 по 2015 проработал на разных должностях в системе исполнительной власти Дербентского района, где с 1996 г. по 2015 г. являлся Первым Заместителем Главы Администрации Дербентского района.
В 2015 г. избран Первым Заместителем Главы Администрации городского округа «город Дербент».
С 2015 по 2017 г. Полномочный представитель Главы Республики Дагестан в Южном территориальном округе Дагестана.

## Семья
Женат, воспитывает четырёх детей. Род Али Хазбулатова происходит из села ДжепельМагарамкентского района РД

## Награды
Кавалер Ордена Дружбы
«Заслуженный экономист Республики Дагестан» — Указ № 132 от 22 мая 1997 г. Госсовета РД
Народный герой Дагестана Решение оргкомитета № 008 от 10 марта 2015 г.
«Почетный гражданин Дербентского района Республики Дагестан» Указ № 435 от 14 августа 2015 г.
«Почетный работник общего образования Российской Федерации» Приказ Министерства образования и науки РД № 802 к-н от 03 июня 2009 г.